# Матрица инцидентности
Матрица инцидентности — одна из форм представления графа, в которой указываются связи между инцидентными элементами графа (ребро(дуга) и вершина). Столбцы матрицы соответствуют ребрам, строки — вершинам. Ненулевое значение в ячейке матрицы указывает связь между вершиной и ребром (их инцидентность).
В случае ориентированного графа каждой дуге <x,y> ставится в соответствующем столбце: «1» в строке вершины x и «-1» в строке вершины y; если связи между вершиной и ребром нет, то в соответствующую ячейку ставится «0».

## Пример
| Граф | Матрица инцидентности |
| ---- | --- |
|      | {\displaystyle {\begin{pmatrix}1&0&0&0&1&0&0\\1&1&0&0&0&1&0\\0&1&1&0&0&0&0\\0&0&1&1&0&0&1\\0&0&0&1&1&1&0\\0&0&0&0&0&0&1\\\end{pmatrix}}} |
Строки соответствуют вершинам от 1 до 6, а столбцы — рёбрам e1–e7. Например, единицы во втором столбце во 2-й и 3-й строчках означают, что ребро e2 соединяет вершины 2 и 3.

## Особенности данного представления
1. Используется для любых графов, даже если есть петля.
2. В каждом столбце обязательно должны стоять не более двух единиц (если это ребро представляет собой петлю, то единица ставится напротив вершины, которой инцидентна петля). В случае ориентированного графа в столбце должны стоять 1 и -1.
3. Может использоваться для представления гиперграфов (в этом случае столбец может содержать больше двух единиц)